# Marco Ingrao
Marco Ingrao (Agrigento, 26 luglio 1982) è un ex calciatore italiano naturalizzato belga, di ruolo centrocampista.

## Carriera
Ha iniziato la carriera nel Genk, nel 1999. Per i tre campionati successivi, data anche la giovane età, non colleziona molte presenze. Nella stagione 2002-2003, acquisita maggiore esperienza, si ritaglia un posto nella squadra belga, con la quale colleziona 18 presenze ed un gol in campionato, e debutta in Coppa UEFA. Nella stagione seguente, sempre con il Genk, gioca 21 partite, segnando una rete.
Passato al Mons, sempre nella massima divisione belga, colleziona 21 presenze ed un gol, ma la non brillante stagione della squadra coincide con la retrocessione in Division 2/Tweede Klasse, la seconda categoria calcistica belga.
Dopo aver collezionato 8 presenze nella prima parte della stagione 2005-2006, a gennaio arriva in prestito al L.R. Vicenza, dove gioca una sola partita.
Rientrato in patria, trova un contratto con il Lierse per la stagione 2006-2007.
Nell'ottobre 2007 passa allo Standard Liegi.

## Palmarès
- Campionato belga: 2

Standard Liegi: 2007-2008, 2008-2009